# Buddha
För andra betydelser, se Buddha (olika betydelser) eller Siddhartha (olika betydelser).
Buddha, även kallad Shakyamuni, Shakyamuni Buddha, Siddhartha Gautama (pali: Siddhattha Gotama) eller Gautama Buddha, är grundaren av buddhismen. Han sägs enligt traditionen ha levt i 80 år, men när detta skedde är omtvistat. Buddhisterna i Sri Lanka, Thailand, Myanmar och Kambodja placerar hans död vid år 543 f.Kr., medan indiska och västerländska historiker placerar hans död någon gång mellan 486 f.Kr. och 368 f.Kr.
Den buddha som föregick Shakyamuni hette Kasyapa Buddha, och buddhan som förväntas efterträda Shakyamuni heter Maitreya Buddha.

## Legenden om Buddha
Legenden om Siddhartha Gautama har berättats på många olika sätt genom tiderna. Han tillhörde den sydhimalayanska Śākyaklanen, och kallas därför Śākyamuni, som betyder "den vise mannen från Śākyaklanen".

### Tidigare liv
En gammal tradition säger att buddhaskap alltid kommer efter en återfödelse i tusitahimmelen. Här lever bodhisattvan – en varelse som siktar mot buddhaskap – i väntan på den rätta tiden att återfödas som människa för att bli en buddha. Anledningen att bodhisattvor återföds i tusitahimmelen, är kortfattat att de genom träning har utvecklat perfektionerna (pāramitā) över oräkneligt många livstider.
För omätbart många kalpor sedan levde en asket vid namn Sumedha eller Megha som träffade en tidigare buddha, Buddha Dīpaṃkara. Detta möte inspirerade Sumedha till att också vilja bli en buddha. Sumedha påbörjade då vägen mot buddhaskap, genom att kultivera de tio perfektionerna: generositet, moral, frihet från oönskvärt begär, kraft, visdom, tålamod, sanning, målmedvetenhet, kärleksfull vänlighet, och sinneslugn. Som följd av att Sumedha påbörjade kultiveringen av dessa perfektioner, blev han en bodhisattva som slutligen blev Buddha. Många berättelser – som kallas för Jātaka-historierna – om Buddhas tidigare liv berättar hur bodhisattva Sumedha gradvis kom närmare buddhaskap.

### Siddharthas tidiga liv
Buddha tillhörde genom sin härkomst krigarkasten, det vill säga den ridderliga adeln; han härstammade från adelssläkten Shakya. Hans far Suddhodhana hade en betydande jordbesittning. Buddhas hemort Kapilavastu låg i södra Nepal bland de nedersta av Himalayas höjder.
Enligt en legend föddes bodhisattvan av sin moder Māyā i Lumbini. Maya födde stående medan hon höll sig i en gren av ett śālaträd. Sju dagar efter detta dog hon, och återföddes i tusitahimmelen. Barnet fick heta Siddhārtha, vilket betyder "han vars syfte är avklarat". Siddhartha hade inga minnen av sina tidigare liv, men hans far fick ta del av flera profetior om Siddharthas framtid. Enligt dessa var två vägar möjliga för Siddhartha: antingen skulle han bli en mycket mäktig kung, eller så skulle han bli en buddha. När hans far hörde dessa profetior bestämde han sig för att hans son skulle bli en mäktig kung. Därför såg han till att Siddhartha aldrig skulle ha anledning att vara olycklig och missnöjd med sitt liv: han skulle vara skyddad från allt som var otillfredsställande och fult, såsom ålder, sjukdom och död. Siddhartha gifte sig med en ung och vacker fru vid namn Yaśodharā, och fick en son vid namn Rāhula.

### Upplysningen
När Siddhartha en dag begav sig utanför palatset stötte han i tur och ordning på en gammal man, en mycket sjuk man och en död man. Dessa möten var mycket omskakande för honom. De fyllde honom med "obehag, skam och vämjelse". "För mig försvann, då jag såg sådant, all glädje över ungdom, hälsa och liv."
När han sedan såg en vandrande asket, bestämde sig Siddhartha för att själv bli asket. I detta syfte lämnade han hemmet vid 29 års ålder, och följde olika lärare. Han tillbringade först en tid med olika meditationsmästare, men efter att ha bemästrat de meditationsformer de lärde ut, kände han att han trots detta inte hade funnit lösningen på det mänskliga lidandet. Då valde han att följa en grupp mycket strikta asketer, där han åt så lite att han blev extremt mager. Trots detta mycket strikta utövande, fann han inte vad han hade letat efter.
Efter att ha återfått sin styrka satte han sig under ett bodhiträd och bestämde sig för att sitta kvar där tills han antingen dött eller nått buddhaskap. När han satt under detta träd kom Mara för att försöka hindra Siddhartha från att nå buddhaskap, men trots detta lyckades Siddhartha till slut nå buddhaskap under bodhiträdet. Han ansåg sig nu ha segrat över återfödelsen och befriats från kretsloppet av födelse och död:
| ” | Många födelsers kretslopp har jag rastlöst genomlupit, sökande efter husets byggmästare. Fruktansvärd är den eviga återfödelsen. Husets byggmästare, du är skådad, du ska inte mer bygga något hus. Dina bjälkar har brustit och husets tak är förstört. Hjärtat, som blivit frigjort, har utplånat alla begär. | „ |

### Läromästare
Omedelbart efter ha nått upplysningen såg Buddha det som sin uppgift att meddela människorna sin kunskap. Därmed inleddes den omkring 45 år omfattande läroverksamhet som "asketen Gautama" utövade som kringvandrande lärare i Gangeslandet. Den första förkunnelsen av hans lära är den berömda predikan i Benares, som han höll inför de fem asketer som han tidigare levt tillsammans med. Till dessa fem munkar kom snart ett större antal lekmän. Ur sin första krets av lärjungar skickade Buddha sin läras förkunnare "till många människors frälsning, av förbarmande med världen, till välsignelse, till räddning, till glädje för gudar och människor".
Av Buddhas följande liv är bara vissa detaljer kända. Regnperioden, som varar från juni till oktober, tillbringade han i lundar som skänkts honom av rika välgörare. Hans mäktigaste beskyddare, kung Bimbisara av Magadha, skänkte munkbrödraskapet lunden Veluvana vid Rājgīr, där Buddha ofta vistades.
Under det första året av sin offentliga verksamhet besökte han sin hemort Kapilavastu. Hans rika släkt ville dock inte kännas vid tiggaren i den gula munkdräkten. Särskilt gjorde hans far honom förebråelser för att han drog skam över sin familj. Buddha lyckades dock snart övertala sin far och sin hustru om sin läras giltighet. För att få ha sin son, som vid denna tid var sju år gammal, hos sig upptog han honom i sitt munkbrödraskap.
Traditionen om Buddhas liv efter hans "upplysning" berättar också om personer och händelser inom brödraskapets krets. Särskilt framträder hans trogne, mest älskade lärjunge Ananda. Andra kända lärjungar blev Śariputra och Maudgalyāyana. Det berättas även om stridigheter inom samfundet. Till exempel ställde Buddhas kusin Devadatta mycket strängare asketiska krav än mästaren. Detta ledde sannolikt under det 26:e året till en splittring inom munkförsamlingen.

### Buddhas död
Om de tre sista månaderna av Buddhas liv har vi närmare kännedom tack vare en utförlig tradition. Buddha hade blivit 80 år gammal. I byn Beluva, där han tillbringade regntiden, insjuknade han. Han repade sig dock ännu en gång och vandrade till Kushinagar. I byn Pava blev han inbjuden att ta in hos en smed. Det berättas att han insjuknade efter att ha förtärt fläsk. Mödosamt släpade han sig in i en liten skog, där han under träden lät bereda sig ett läger för att dö där. Hans sista ord ska ha varit: "Förgängligt är allt som blivit till. Sörj ivrigt för er frälsning!"
Hans död innebar hans ingång i det slutgiltiga skedet: parinirvāna. Dödsbudet kom till Mallas, Kushinagars kungasläkt. De föranstaltade en sju dagars sorgefest för den döde mästaren. Under kungliga hedersbetygelser brändes liket. Relikerna fördelades mellan åtta adliga och furstliga släkter som hade stått honom nära. Hans egen familj erhöll hans ben. Shakyasläkten bisatte dem i en stor stensarkofag och reste en stupa över griften. Denna grav återfanns och öppnades år 1898. Där påträffades flera urnor, varav en bär en inskrift på det språk som talades i Magadhalandet där Buddha hade verkat. Inskriften lyder: "Denna behållare med reliker efter den upphöjde Buddha av Sakyasläkten är en skänk av bröderna, deras barn och hustrur och även av systrarna."

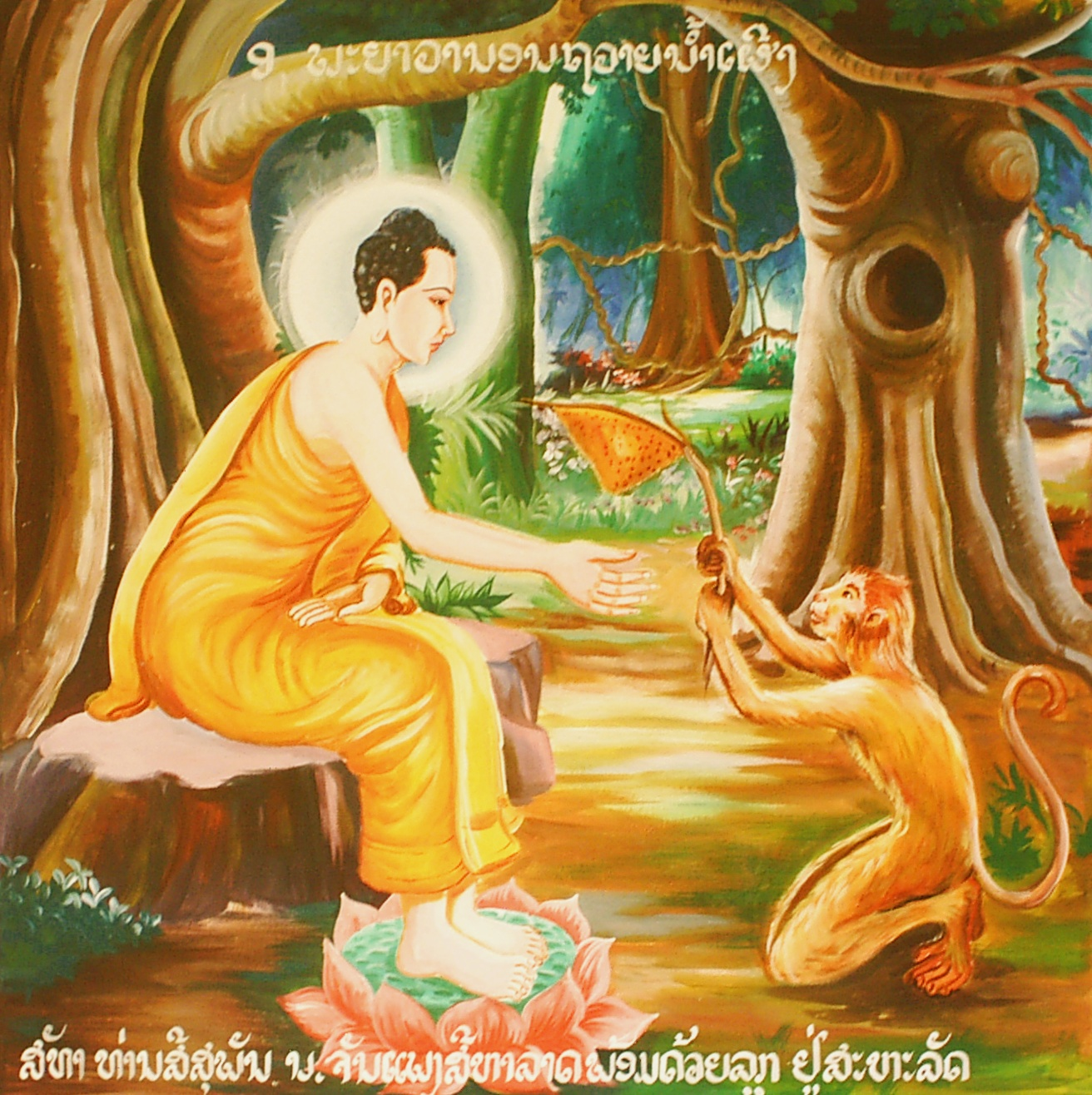
Apan ger honung till Buddha. Målning från ett kloster i Laos

## Nio pilgrimsplatser förknippade med Gautama Buddhas liv
Alla viktiga händelser i Gautama Buddhas liv associeras med särskilda platser, som också blivit pilgrimsplatser för buddhister. Buddha själv sägs ha uppmuntrat sina följare till att besöka de fem första platserna, medan de fyra sista blev pilgrimsplatser vid senare tillfällen:
1. Trädgården i Lumbini, Nepal, där Siddhartha föddes.
2. Kapilavastu, en stad som ligger nära Lumbini, där Siddhartha växte upp.
3. Bodhiträdet vid Bodh Gaya i norra Indien, där Siddhartha nådde buddhaskap.
4. Hjortparken i Sarnath, där Buddha höll sin första predikan.
5. Kushinagar, Uttar Pradesh, Indien, där Buddha dog.
6. Shravasti, en antik stad som låg i det nutida indiska distriktet Shrawasti, där Buddha sägs ha utfört magi
7. Sankassa, en antik stad som låg i det nutida indiska distriktet Farrukhabad, där Buddha steg ned från ett himmelrike, där han hade vistats en tid för att predika inför ett antal gudar och sin döda mor.
8. Rājgīr, Bihar, Indien, där det bland annat sägs att Buddha tämjt en elefant, samt fått kungen Bimbisara och guden Indra att konvertera till buddhismen.
9. Vaishali i Bihar, Indien, där Buddha sägs ha mottagit en gåva av honung från en apa, och sagt till sina anhängare att han avser att lämna den här världen.

## Marco Polos beskrivning av Buddha
Marco Polo (1254–1324) inbegrep en skildring av Buddhas leverne i sitt verk Marco Polos resor - den första skrivna berättelsen om Buddha som nådde Europa.
| ”                                                           | [..] På så sätt hade han aldrig sett en död man och inte heller någon som inte var frisk och sund, ty hans fader tillät aldrig någon åldring eller sjuk att komma i hans närhet. Emellertid hände det en dag, att den unga mannen tog en ridtur, och vid sidan av vägen såg han en död man ligga. Denna syn gjorde honom mycket förskräckt eftersom han förut aldrig sett något sådant. Han frågade genast sina följeslagare vad detta kunde vara, och de talade då om för honom att det var en död man. "Vad, skall då alla män dö?" frågade konungasonen. "Ja, säkert", svarade de. [...] | „ |
| – Marco Polo om Buddhas första möte med det onda i världen. | |   |

## Galleri

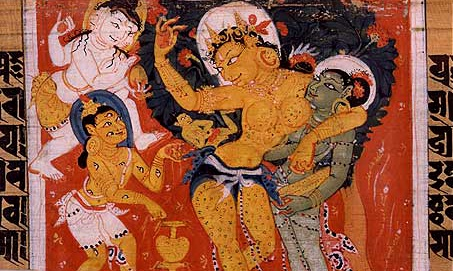
Målning från Indien av Siddharthas mirakulösa födelse.
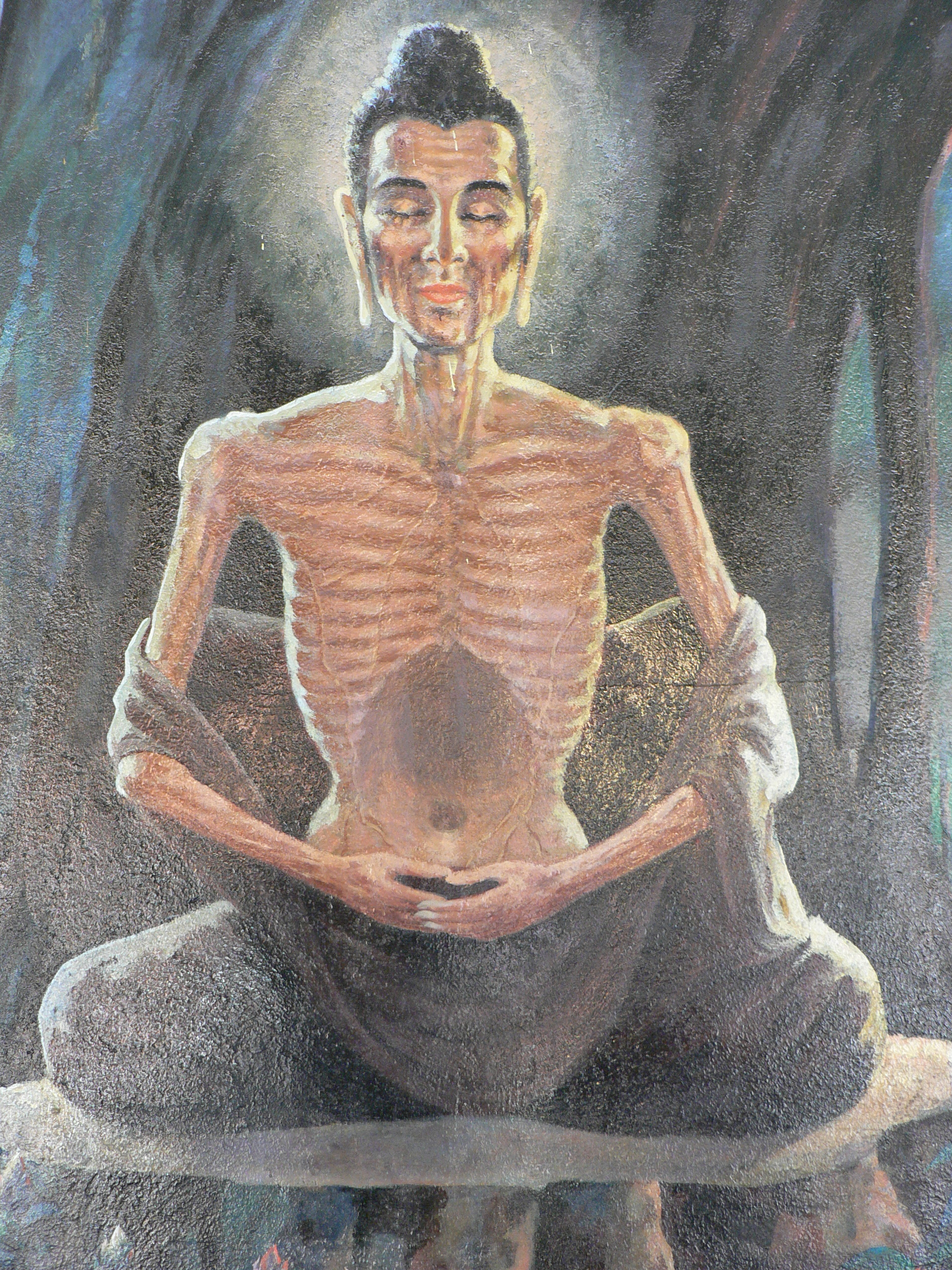
Målning från Myanmar av Siddhartha när han följde de mycket strikta asketerna.
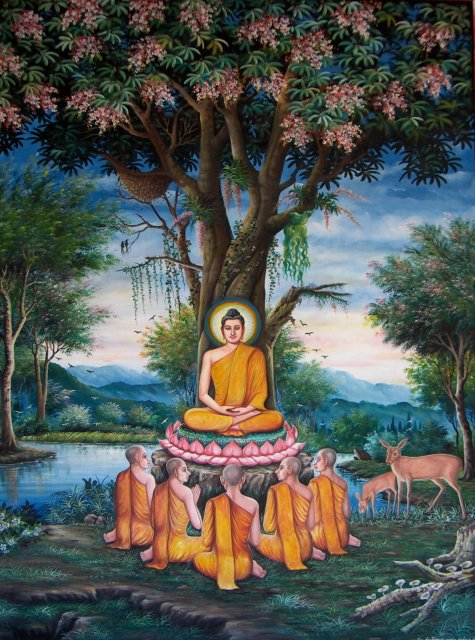
Målning från Thailand av Buddhas första predikan.
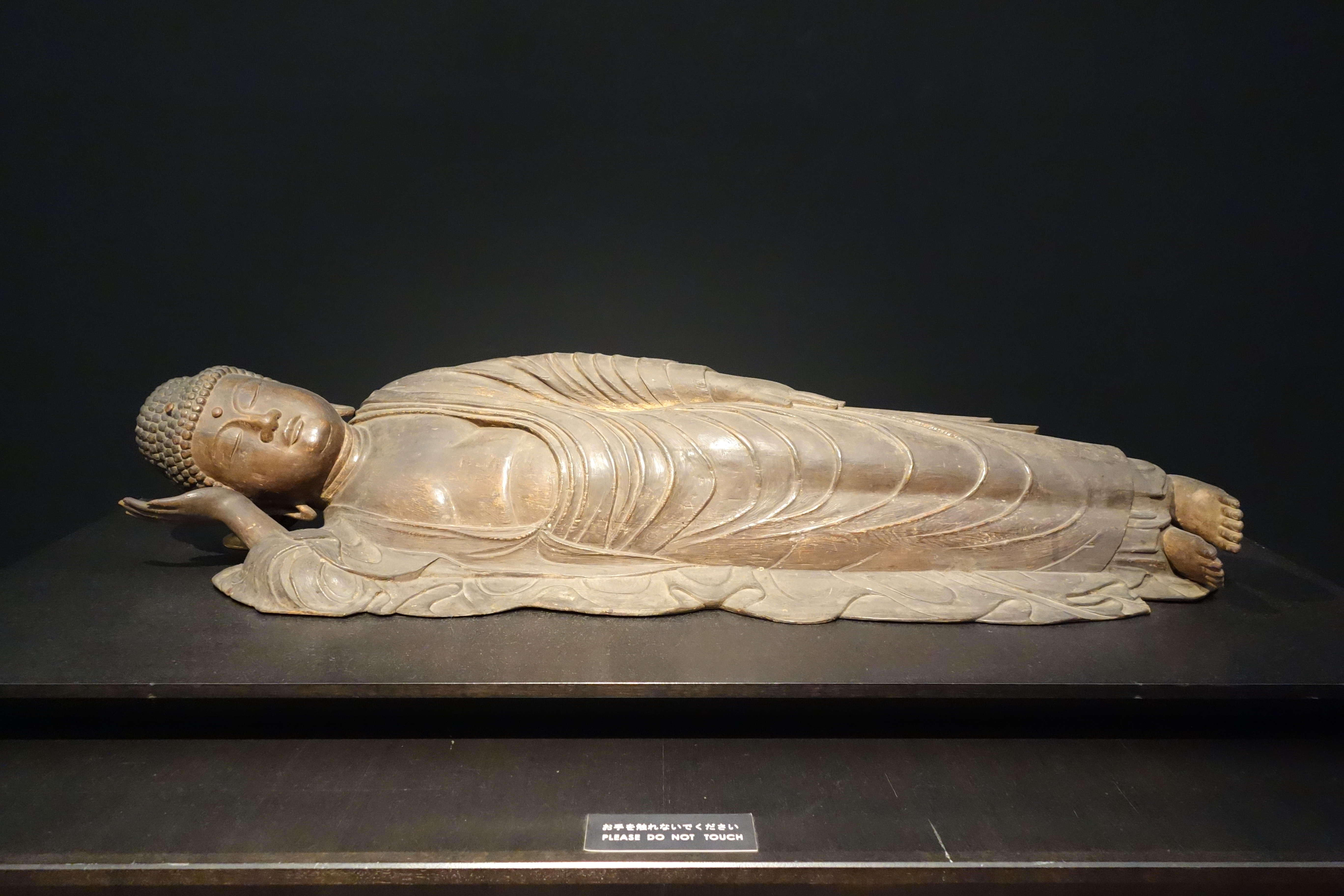
Staty från Japan av Buddhas död.
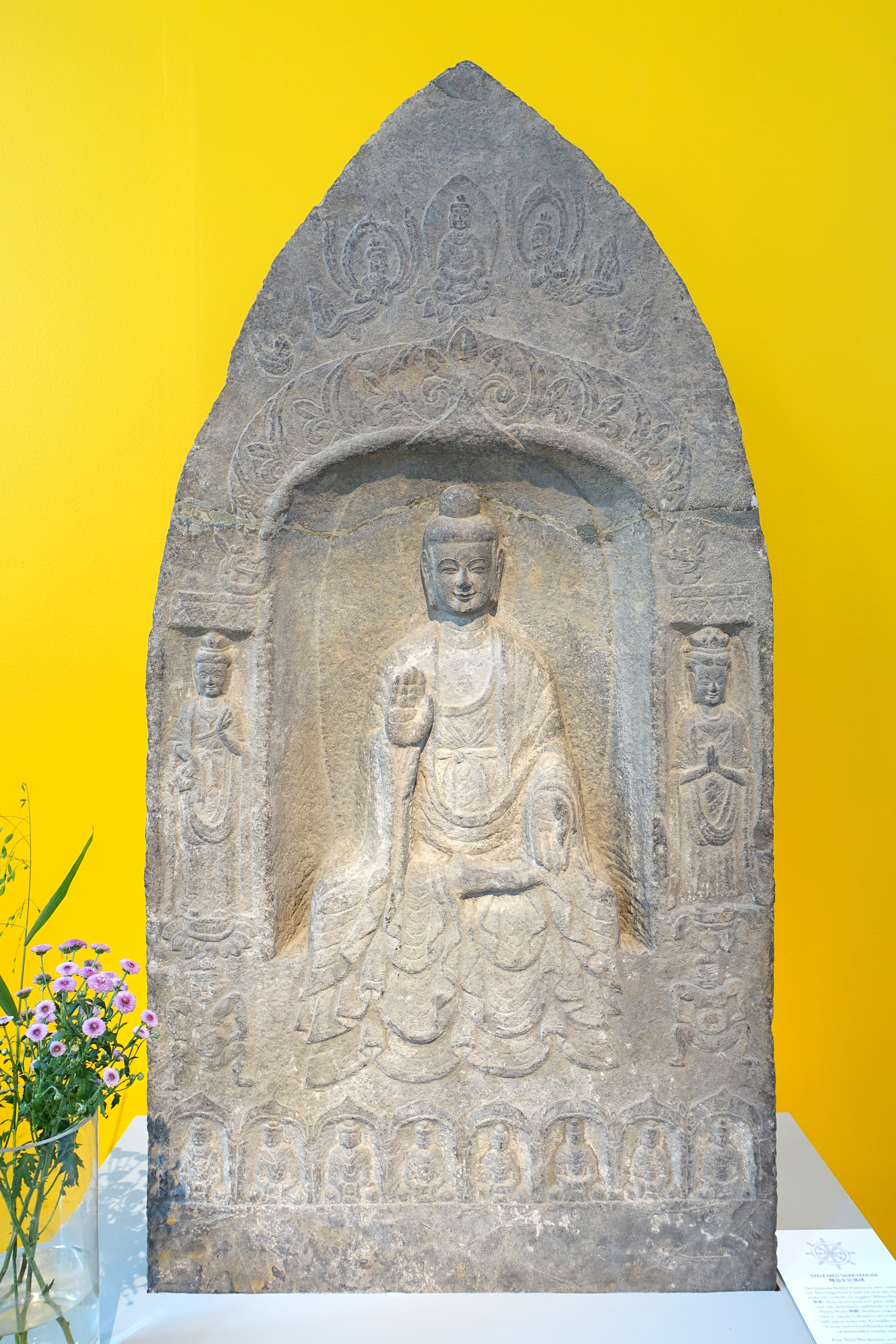
Stor buddhistisk votivstela, Kina. I mitten en nisch med en sittande Buddha. Östasiatiska museet, Stockholm.
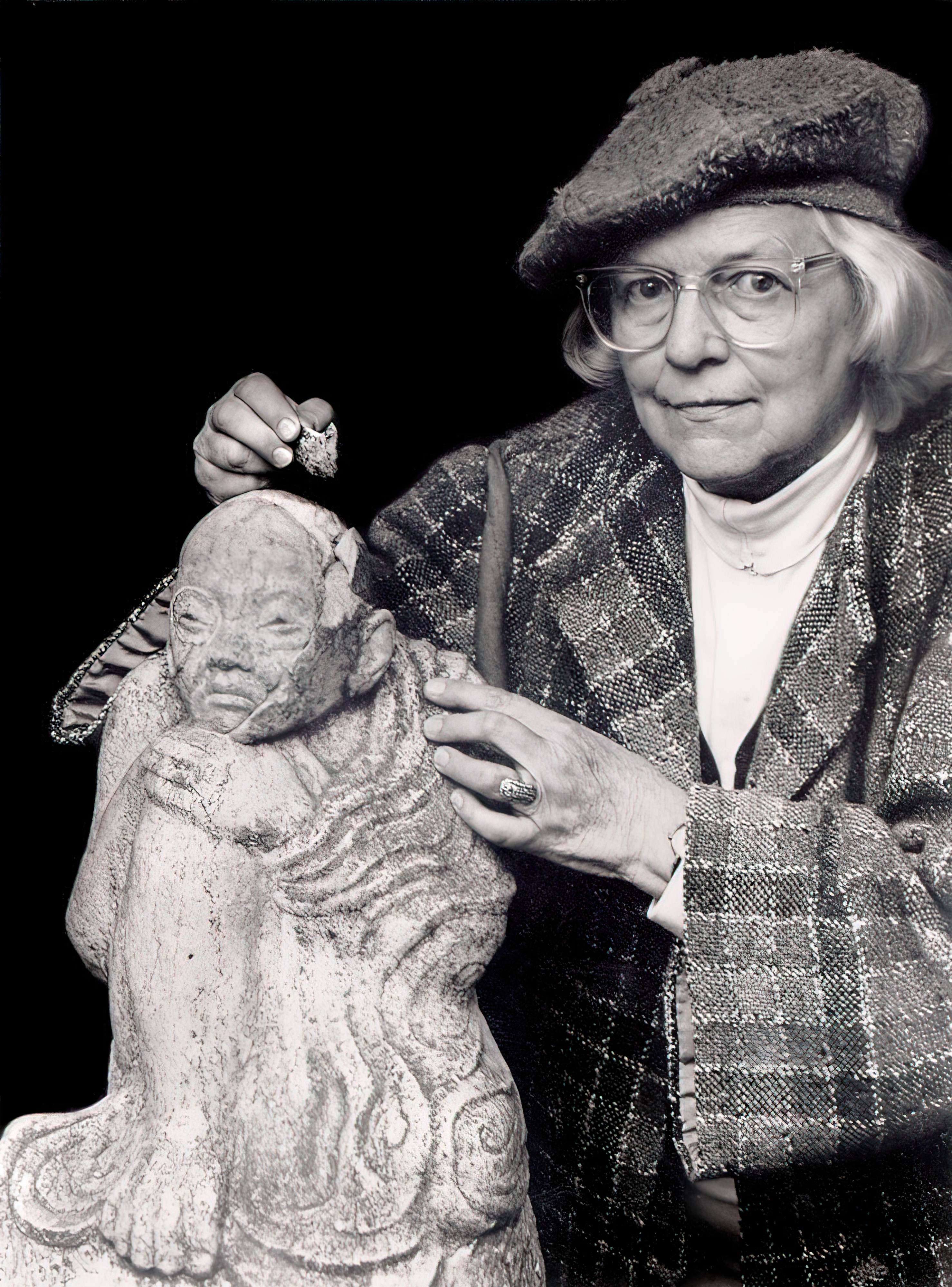
Skulptören Gertrud Håkansson med sin skulptur  Mediterande Buddha  efter en vandalisering i Slottsparken i Malmö 1987.